# Imagawayaki
Imagawayaki (今川焼き) é uma sobremesa japonesa geralmente encontrada em festivais, também comido em Taiwan (onde ele é chamado de chēlún bǐng 車輪餅 ou hóngdòu bǐng 紅豆餅). Ele é feito de uma massa em uma panela especial (semelhante a uma forma de waffle mas sem o padrão de favo de mel), e recheada com anko doce, embora esteja se tornando cada vez mais comum usar outros recheios como creme de baunilha, cremes e doces de fruta, karê japonês, diferentes recheios de carne e verduras, batata e maionese. O Imagawayaki é parecido com o dorayaki, mas este é formado por duas panqueca separadas que se juntam ao redor do recheio após serem cozinhadas, sendo frequentemente servido frio.

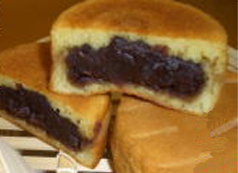

O imagawayaki começou a ser vendido próximo à ponte Imagawabashi em Kanda durante os anos An'ei (1772 - 1781) no período Edo. O nome de imagawayaki origina-se desta época.

## Vários nomes

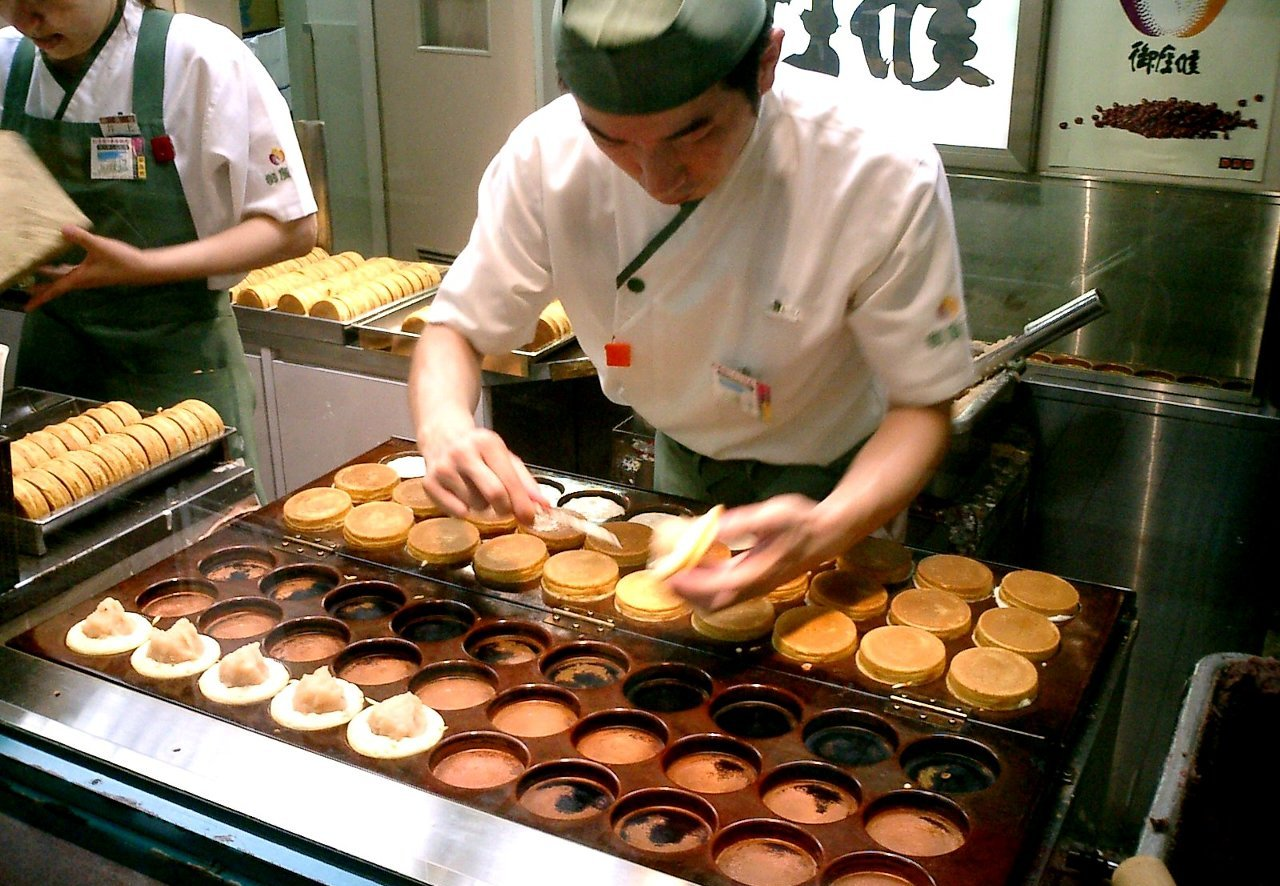
O imagawayaki (gozasōrō) sendo preparado em uma loja em Sannomiya, Kobe, Japão

O imagawayaki possui vários nomes de acordo com a região e a era.
- Ōban-yaki (大判焼き) é usado na região de Kansai
- Kaiten-yaki (回転焼き) ou Kaiten [manju]] (回転饅頭) é usado na região de Kansai e de Kyushu
- Nijū-yaki (二重焼き)
- Koban-yaki (小判焼き)
- Gishi-yaki (義士焼き)
- Tomoe-yaki (巴焼き)
- Taiko-yaki (太鼓焼き) ou Taiko manjū (太鼓饅頭)
- Bunka-yaki (文化焼き)
- Taishō-yaki (大正焼き)
- Jiyū-yaki (自由焼き)
- Fūfu manjū (夫婦饅頭) ou Fū man (フーマン)
- Oyaki (おやき) é usado na província de Aomori e em Hokkaido, sendo diferente do oyaki da província de Nagano.
- Kintsuba (きんつば) é usado nas províncias de Niigata e Fukushima, sendo diferente do "kintsuba" do wagashi.

### De acordo com a loja ou empresa
- Gozasōrō (御座候) é um nome de produto da empresaGozasōrō que foi fundada em 1950 em Himeji (Hyōgo). Ele significa "obrigado pela compra" em um estilo arcaico.[3]
- Higiri-yaki (ひぎりやき) é um nome de produto da empresa Sawai Honpo na província de Ehime. Ele se origina de Higiri jizō próximo à estação de Matsuyama.[4]
- Jiman'yaki (自慢焼き) é o nome usado pela loja de gelo Fuji na província de Nagano.

### Uso histórico e inativo
- Fukkō-yaki (復興焼き, "revitalização-yaki") - A canção na ocasião da revitalização após o grande terremoto de Kanto em 1923, menciona que o imagawayaki foi renomeado para fukkōyaki.[5]